# Toton
Toton è una piccola città nel Nottinghamshire, situato a sud-ovest di Nottingham. Essa fa parte dell'area urbana di Nottingham, e si trova nel comune di Broxtowe. Fino al 1974 faceva parte del Distretto urbano di Beeston e Stapleford.

## Geografia fisica
Toton è molto vicina a città come Chilwell, Stapleford, Attenborough e Long Eaton.

## Storia
Sebbene il villaggio di Toton esiste almeno dall'epoca della conquista normanna dell'Inghilterra, si sa poco della sua storia. Rimangono pochi dei vecchi edifici e la maggior parte degli alloggi appartiene al XX secolo.

## Architetture religiose
Toton ha tre chiese: San Pietro (Chiesa d'Inghilterra), la Chiesa di Gesù Cristo dei santi degli ultimi giorni e la Hall del metodismo.